# Philippe Halsman
Philippe Halsman (en letton : Filips Halsmans ; en allemand : Philipp Halsmann), né le 2 mai 1906 à Riga (alors dans l'Empire russe, plus tard en Lettonie) et mort le 25 juin 1979 à New York, est un photographe américain, naturalisé en 1949, membre de l'agence Magnum Photos, connu pour ses portraits de célébrités, ses couvertures du magazine Life et sa « Jumpologie ».

## Biographie
Philippe Halsman naît en 1906 à Riga en Lettonie, qui fait alors partie de l'Empire russe ; son père, Morduch Halsman, est dentiste et sa mère, Ita Grintuch, enseignante
Halsman se familiarise avec l'art lors de visites dans de grands musées européens durant sa jeunesse. Il est déjà particulièrement intéressé par les portraits. C'est à l'âge de quinze ans, grâce à un appareil photographique familial, que sa passion pour la photographie débute.
En 1924, Halsman s’inscrit à l’université de Dresde, en Allemagne, où il suit des études d’ingénieur en électricité. Après ses études, il décide de poursuivre son parcours à Paris.

### Décès de son père et emprisonnement
En 1928, Philippe Halsman part en randonnée dans le Tyrol autrichien avec son père, qui meurt au cours de cette randonnée de blessures graves à la tête. Halsman est faussement accusé et condamné à dix ans d’emprisonnement pour parricide malgré l'absence totale de preuves ; le procès reflète l'antisémitisme ambiant dans l'Autriche rurale de l'entre-deux-guerres. 
Sa sœur Liouba fait campagne pour sa libération, bénéficiant au passage de l’appui d'intellectuels européens comme Albert Einstein, Thomas Mann et Sigmund Freud,.
Halsman est gracié et libéré en 1931, à condition de quitter définitivement l’Autriche. Il part s’installer en France.

### Paris
Le 26 janvier 1931, Halsman arrive à Paris avec l'aide du ministre français Paul Painlevé afin d'obtenir sa demande d’asile.
Avec l'aide du fils de Painlevé, Halsman ouvre son studio au 22, rue Delambre, dans le Quartier du Montparnasse et est présenté au milieu parisien.
En 1934, le photographe réalise son premier portrait de célébrité avec André Gide et développera cette spécialité avec Paul Valéry, Claude Simon, Jean Giraudoux, Jean Cocteau, André Malraux, Marc Chagall ou Le Corbusier.
Le 15 février 1935, Philippe Halsman est officiellement inscrit au registre des métiers en tant que « photographe artisan ». Il pratique une activité photographique dans le milieu de la publicité et de l’édition et gagne rapidement la réputation d'être l’un des meilleurs photographes de « portraits de célébrités ».
En 1936, Philippe Halsman conçoit un appareil photographique 9 × 12 cm à double lentille pour ses portraits. Il participe ensuite à l’Exposition internationale de la photographie contemporaine, au Musée des Arts décoratifs de Paris. Il expose également pour la première fois à la galerie de la Pléiade : Portraits et nus ; l’année suivante, il participe aux expositions collectives de la galerie Portraits d’écrivains et La Parisienne de 1900… à 1937.
Le 1er avril 1937, Halsman épouse Yvonne Moser, photographe spécialisée dans le portrait d’enfant. Ils collaboreront toute leur vie. Le couple déménage dans un plus grand studio au 350, rue Saint-Honoré. Deux enfants naissent de cette union : Irene (née en 1939 à Paris) et Jane (née en 1941 à New York).
En mai 1940, à la suite de l'invasion de la France par l'Allemagne, sa famille, munie de passeports français, quitte le pays à destination des États-Unis. Philippe Halsman les rejoint en novembre grâce à l’intervention d’Albert Einstein et du Comité de sauvetage d’urgence. Il emporte avec lui comme seul bagage son passeport letton, son appareil photographique et une douzaine de tirages,.

### New York

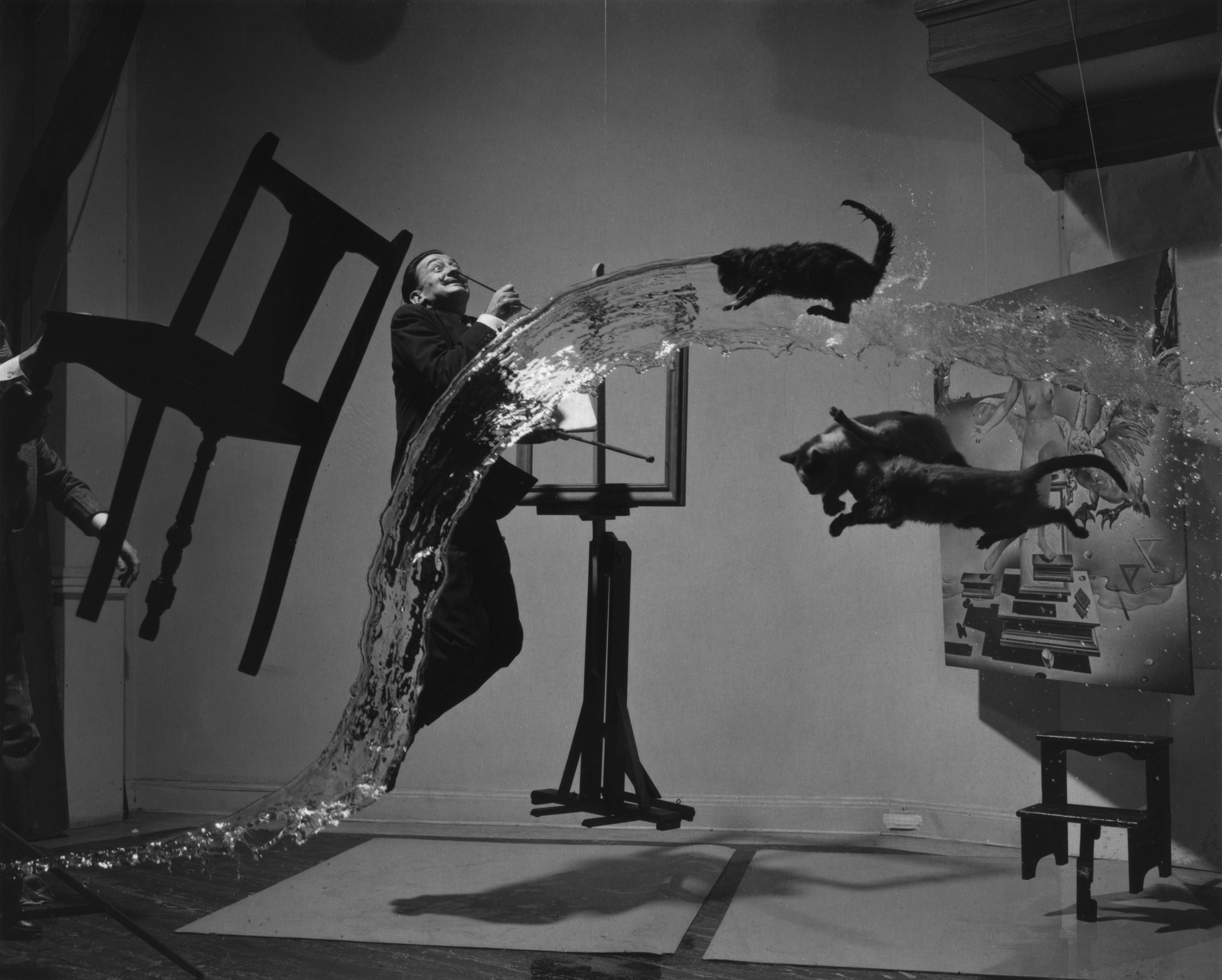
', photographie de Philippe Halsman mettant en scène Salvador Dalí, publiée dans Life en 1948,.

En 1941, Philippe Halsman rencontre Salvador Dalí à la Galerie Julien Levy à New York, où le peintre expose. C'est le début d'une collaboration de trente-sept années.
Le 28 février 1945, Halsman est élu premier président de l’American Society of Media Photographers (ASMP).
En 1947, le photographe créé une version améliorée de son appareil photographique à double lentille, cette fois dans un format 4 × 5. L'appareil est produit par la société Fairchild.
En 1951, les fondateurs de Magnum Photos l'invitent à rejoindre l'agence en tant que « membre contributeur ».

### Photographe de célébrités et «jumpologie»
Après Dali Atomicus (1948), il continue de photographier pour des magazines, notamment des personnalités, telles que Churchill, Picasso, Marilyn Monroe, André Malraux, Ingrid Bergman, Duke Ellington ou Alfred Hitchcock. Ses portraits font la une de Time ou de Life, pour lequel il réalise 101 couvertures, un record. La cinquantième en 1951 est consacrée à Gina Lollobrigida ; il en consacre deux à Marilyn Monroe, en 1952 et en 1959 ; la soixante-quinzième en 1955 est consacrée à Audrey Hepburn.
En 1951, Halsman est chargé par la NBC de photographier plusieurs humoristes populaires de l'époque, parmi lesquels Milton Berle, Sid Caesar, Groucho Marx et Bob Hope. En photographiant ces artistes en train de faire leur numéro, il en capture un grand nombre en train de sauter, en plein vol, ce qui lui inspire par la suite de nombreuses photos de célébrités sautant, notamment la famille Ford, le duc et la duchesse de Windsor, Marilyn Monroe, María Félix ou Richard Nixon,.
Selon Halsman, faire sauter les sujets photographiés concourt à leur relaxation et leur désinhibition, les rend plus naturels ; le jumping saisit l'essence de l'être humain : « Dans un saut, le sujet, dans un élan soudain d'énergie, surmonte la gravité. Il ne peut contrôler simultanément ses expressions, les muscles de son visage et de ses membres. Le masque tombe. Le vrai moi devient visible », ; le photographe développe ainsi une philosophie de la photographie de saut, qu'il a appelée « jumpology », détaillée dans l'ouvrage Jump Book qu'il publie en 1959, avec une discussion ironique sur ce concept et 178 photographies de célébrités qui sautent,,,.
En 1958, l'artiste est nommé comme l’un des dix plus grands photographes du monde dans une étude réalisée par le magazine Popular Photography. Il participe également à l’exposition Photographs from the Museum Collection, organisée par Edward Steichen au Museum of Modern Art (MoMA) de New York. Il reçoit en 1967 le Golden Plate Award de l'American Academy of Achievement.

### Fin de vie
Halsman meurt à l'âge de 73 ans le 25 juin 1979 à New York.

## Publications - Livres de photographies
- (en) The Frenchman. A Photographic Interview with Fernandel, New York, Simon and Schuster, 1949 ; réédition : Cologne, Taschen, 2005

Halsman rencontre Fernandel en 1948 à New York et propose à l'acteur français de participer à une expérience photographique originale : il lui posera des questions sur l'Amérique et la société américaine auxquelles Fernandel ne répondra que par des expressions faciales.
- (en) Dali's mustache : a photographie interview, New York, Simon and Schuster, 1953, 126 p.[21]

édition française : (fr) Dali's mustache : une interview photographique par Salvador Dalí et Philippe Halsman, Paris, Arthaud, 1985, 127 p.  (ISBN 9782700305340).
- (en) Jumpbook, New York, Simon and Schuster, 1959, 94 p. ; avec 191 photographies en noir et blanc

édition française : Philippe Halsman's jump book, postface d'Owen Edwards, Paris, Éditions de La Martinière, 2015, 96 p. (ISBN 978-2-7324-7506-6).
- (en) Halsman on the Creation of Photographic Ideas, New York, Ziff-Davis, 1961, 91 p.
- (en) Sight and Insight, texte de Herb Lubalin, New York, Doubleday & co, 1972, 188 p.
- (en) avec Yvonne Halsman : Halsman at work, New York, Harry N. Abrams, 1989, 94 p.  (ISBN 9780810924369)
- (fr) Philippe Halsman  (préf. Michel Hazanavicius), t. 63, Reporters sans frontières (RSF), coll. « 100 photos pour la liberté de la presse », 2020, 150 p. (ISBN 978-2362200625)[24],[14].

## Collections
- Museum of Modern Art (MoMA), New York[25].

## Expositions (sélection)

### Expositions personnelles
- avril 1936 : Portraits et nus, Galerie de la Pléiade, Paris[26].

- 1963 : Philippe Halsman, National Portrait Gallery, Smithsonian Institution, Washington.

- 6 novembre 1998 – 7 février 1999 : Philippe Halsman: A Retrospective, National Portrait Gallery, Smithsonian Institution, Washington[16],[27].

puis : 28 mars - 24 mai 1999, Center for Creative Photography, Université de l'Arizona, Tuscon ; 23 juillet 1999- 10 octobre 1999, Grand Rapids Art Museum, Grand Rapids ; 14 novembre 1999 - 9 janvier 2000, Toledo Museum of Art, Toledo ; 11 février - 17 avril 2000, Currier Museum of Art, Manchester (New Hampshire) ; 23 mai - 2 septembre 2001, National Portrait Gallery, Londres ; 4 octobre 2001 - 6 janvier 2002, Hôtel de Sully, Paris.
- 19 mars - 31 mai 2011 : Dalí by Halsman, Maison-musée château Gala Dalí, Púbol[29].

- 26 juin - 15 septembre 2013 : L’œil d’un collectionneur : Serge Aboukrat. Du cliché-verre à Philippe Halsman, Maison européenne de la photographie, Paris[30],[31].

- 29 janvier - 11 mai 2014 : Philippe Halsman - Étonnez-moi !, Musée de l'Élysée, Lausanne[32],[26],[17]

puis : 13 octobre 2015 - 14 février 2016 Jeu de Paume, Paris, ; 27 février - 5 juin 2016 Kunsthal, Rotterdam ; 15 juin au 4 septembre 2017, Musée national des beaux-arts du Québec, Québec,,,.
- 18 avril - 30 avril 2016 : Variantes du Dali's mustache, Théâtre-musée Dalí, Figueras[36].

- 15 juin - 1er septembre 2024 : Philippe Halsman. Lampo di genio, Espace culturel, Palazzo Reale, Milan[37],[38],[39].

### Expositions collectives
- 16 janvier - 1er mars 1936 : Exposition internationale de la photographie contemporaine, Musée des Arts décoratifs, pavillon de Marsan, Paris

avec, parmi les photographes exposés, Edward Steichen, Man Ray, Marianne Breslauer, Florence Henri, André Kertész, Éli Lotar, Jean Painlevé, Roger Parry, Maurice Tabard,.
- 17 avril - 14 mai 1937 : Portraits d’écrivains, Galerie de la Pléiade, Paris ; avec des photographies d'Emmanuel Sougez, Rogi André, Roger Parry[26].
- 4 - 30 juin 1937 : La Parisienne de 1900… à 1937, avec des photographies de Florence Henri et Maurice Tabard[26].
- 26 novembre 1958 - 18 janvier 1959 : Photographs from the Museum Collection, commissaire d'exposition Edward Steichen, Museum of Modern Art (MoMA), New York[41].
- 1965 : 12 International Photographers, Gallery of Modern Art, New York.
- 24 juin - 6 octobre 1978 : participation à la sixième documenta à Cassel en Allemagne, documenta 6.
- 19 juillet - 24 septembre 1978 : Art about Art, Whitney Museum of American Art, New York[42].
- mars 2015 : From Dead Serious to Great Fun, Denver Performing Arts Complex - dans le cadre du Month of Photography de Denver ; présentation des photographies de Philippe Halsman et des membres actuels de l'American Society of Media Photographers (ASMP) dont Halsman a été le premier président en 1945[43].
- 17 mars - 16 mai 2015 : On the Move, CLAIR Gallery, Berlin

avec des photographies de Lee Miller, Jacques Henri Lartigue, Alvin Langdon Coburn, Oliver Mark, Gundula Friese, Chien-Chi Chang, Petr Lovigin.
- 5 mai - 9 septembre 2018 : Né(e)s de l'écume et des rêves, Musée d'Art moderne André-Malraux, Le Havre

exposition sur l'imaginaire marin, océanique et des abysses ; avec des oeuvres d'Anna Atkins, Gustave Moreau, Arnold Böcklin, Auguste Rodin, Émile Gallé, Max Klinger, Adolf Hirémy-Hirschl, Jean Francis Auburtin, Mathurin Méheut, Man Ray, Max Ernst, Brassaï, Jean Painlevé, Elsa Guillaume.
- 23 mars - 30 juin 2019 : The Body Observed: Magnum Photos17, Sainsbury Centre for Visual Arts, Université d'East Anglia, Norwich

exposition sur le corps vu par les photographes de l'agence Magnum ; avec des photographies d'Eve Arnold, Werner Bischof, Cristina García Rodero, Bruce Gilden, Alec Soth, Susan Meiselas, Antoine d'Agata, Miguel Rio Branco.